# Rückersdorf (Thüringen)
Rückersdorf is een gemeente in de Duitse deelstaat Thüringen, en maakt deel uit van de Landkreis Greiz.
Rückersdorf telt 724 inwoners.